# Army of Hardcore
Az Army Of Hardcore a német Scooter együttes 2012-ben megjelent kislemeze, a második a Music For A Big Night Out című albumukról, amellyel egyszerre jelent meg. Hosszát tekintve akkor ez lett a legrövidebb Scooter-szám, ami valaha kislemezre került. A dal egy feldolgozás Neophyte & Stunned Guys "Army of Hardcore" című dalának átirata. Ez volt az utolsó kislemez, amelynek elkészítésében Rick J. Jordan is közreműködött. Ez az első kislemez továbbá, mely dokumentáltan digitális, és nem analóg felvétel a Scooter részéről - feltehetőleg a "4 A.M." is az, de ahhoz nem került információs booklet kiadásra.

## Története
2012 szeptemberében bejelentésre került a "Music For Big Night Out" című Scooter-album, melynek első kislemezét, a "4 A.M."-et meglehetősen sietősen, kapkodva adták ki. Több rajongó nemtetszését fejezte ki elsősorban amiatt, hogy nem készült hagyományos CD-változat, de azért is, mert számításaik szerint az 50. Scooter-kislemez lett volna ez, és álláspontjuk szerint ez nem illett az évfordulóhoz. A Scooter azonban másként számolt: feltehetőleg nem vették bele a számításba a "Vallée de Larmes"-kislemezt, és a "Friends Turbo"-t egybeszámították a sima "Friends"-szel, így náluk ez jött ki ötvenediknek. Az Amazon.com oldalon olvasható német nyelvű ismertető szerint ez a kislemez egyben köszönet a rajongótábornak az elmúlt közel 20 évben való kitartásért.
A legnagyobb kritika a hardcore-rajongók részéről érkezett, akik erősen sérelmezték, hogy a szám egyrészt egy teljes Neophyte-feldolgozás, másrészt pedig a stílusának köze sincs a hardcore-hoz. Véleményüknek a hivatalos fórumon, a YouTube-oldalukon (zömmel negatív pontszámok osztogatásával), valamint egy Facebook-ellencsoportban adtak helyet.

## Számok listája
1. Army Of Hardcore (Radio Edit) - 02:57
2. Army Of Hardcore (Extended Club Mix) - 06:05

## Más változatok
A 2014-es The Fifth Chapter című album limitált változatának második lemezére felkerült  egy "BMG Remix".

## Közreműködtek
- H.P. Baxxter a.k.a. Bass Junkie (szöveg)
- Rick J. Jordan, Michael Simon, DJ Jerome (zene)
- Jens Thele (menedzser)
- Massimiliano Monopoli, Jeroen Streunding (eredeti szerzők)
- Martin Weiland, Julia Dietrich (borítóterv)
- Christian Barz (fénykép)

## Videoklip
A videóklipben szinte csak és kizárólag H.P. szerepel, katonának öltöztetett táncoslányok körében, harcászati felszerelésekkel körbevéve. Michael és Rick csak egy-egy pillanatra villannak fel, korábbi koncertfelvételekről bevágva. A klipben bevetették a régóta nem használt számítógépes effekteket, valamint a pirotechnikát és egy vízágyút is.